# Ley de Ciudadanía Rumana

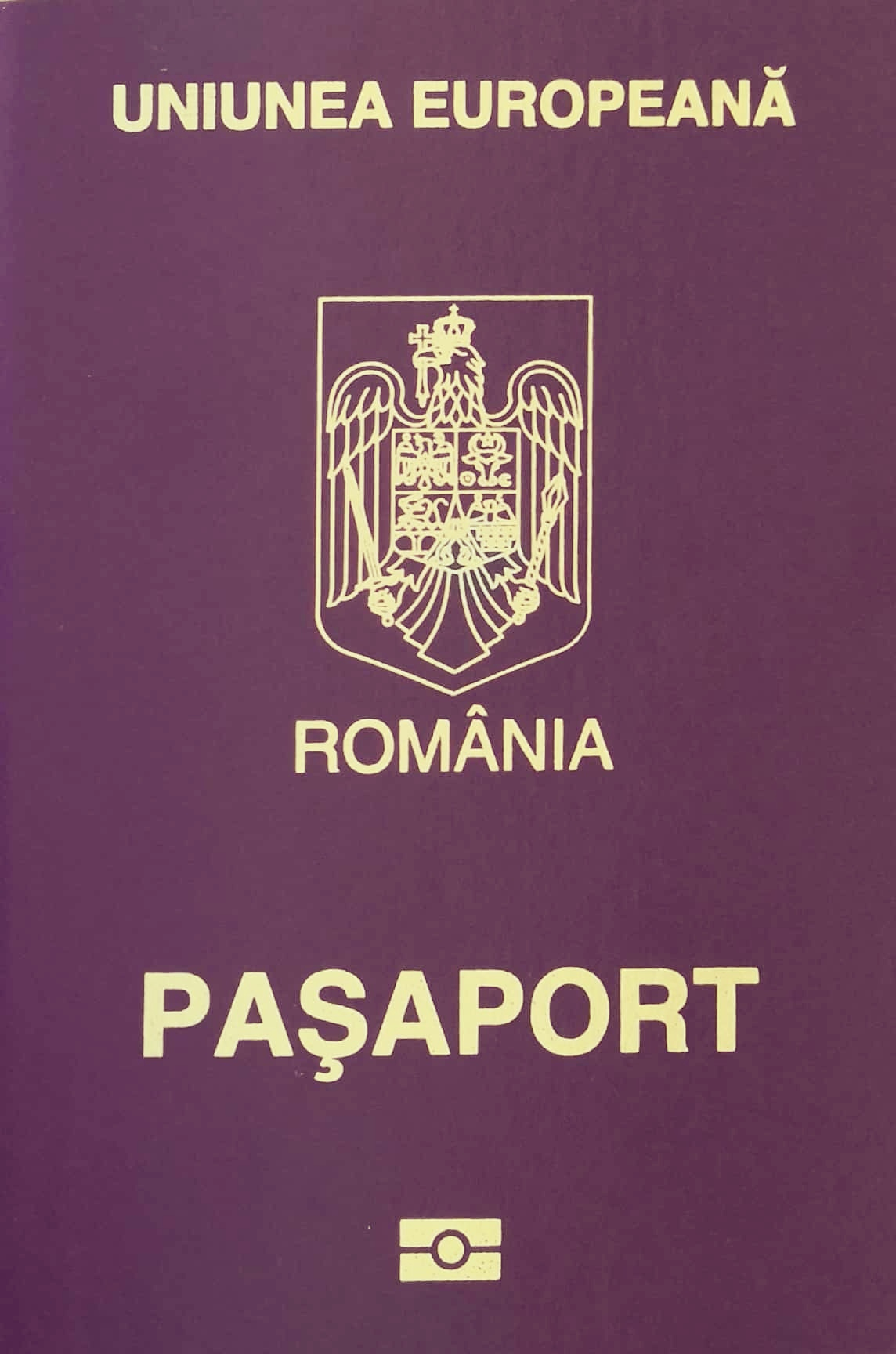
Pasaporte rumano.

La Ley de Ciudadanía Rumana o Ley de Nacionalidad Rumana número 21/1991 adoptada por el parlamento en 1 de marzo de 1991, se basa en la política social de ius sanguinis, y tiene solamente un elemento de ius soli. Los hijos nacidos de ciudadanos rumanos en territorio rumano son ciudadanos rumanos (art.5 de la Ley de Ciudadanía Rumana  número 21/1991). Además, los ciudadanos rumanos también son aquellos: nacido en territorio rumano, incluso si solo uno de los padres es ciudadano rumano; nacido en el extranjero con al menos uno de los padres con ciudadanía rumana.
El niño encontrado en el territorio rumano se considera ciudadano rumano, hasta que se demuestre lo contrario, si ninguno de los padres es conocido (art. 5 de la Ley de Ciudadanía Rumana  número 21/1991).
La Autoridad Nacional para Ciudadanía (ANC), en rumano: Autoritatea Naţională pentru Cetăţenie, es un organismo  que pertenece del Ministerio de Justicia de Rumania y es el organismo competente para analizar y aprobar las solicitudes de concesión, readquisición, renuncia y retirada de la ciudadanía rumana.  Desde 2020 la presidenta es Gabriela Lenghel.
La ciudadanía rumana se puede adquirir después de un mínimo de ocho años de residencia en el país, o un mínimo de cinco años de matrimonio con un ciudadano rumano, mientras se demuestre un conocimiento práctico del idioma rumano y el conocimiento de la cultura rumana, de la Constitución y del himno nacional (art. 8 de la Ley de Ciudadanía Rumana). 
Es posible eliminar hasta la mitad de los requisitos de tiempo para obtener la ciudadanía rumana, si el solicitante es una personalidad reconocida internacionalmente; el solicitante es ciudadano de un Estado miembro de la Unión Europea; el solicitante ha obtenido el estatus de refugiado; el solicitante ha invertido en Rumanía cantidades superiores a 1.000.000 € (art. 8 de la Ley de Ciudadanía Rumana).
La ciudadanía rumana se puede perder al retirar la ciudadanía rumana o al aceptar la renuncia a la ciudadanía rumana. Cada Estado parte permitirá la renuncia de su nacionalidad, siempre que no se convierta en apátrida y podrá limitar, en su derecho interno, que sólo los ciudadanos que residan habitualmente en el extranjero puedan renunciar a su nacionalidad. (art. 8 del Convenio Europeo sobre Nacionalidad firmado en Estrasburgo el 6 de noviembre de 1997 y ratificado por Rumania por la Ley nr. 396 de 14 de junio de 2002).
Una persona puede renunciar a la nacionalidad rumana, si ha cumplido la edad de 18 años; si no esta acusada o imputada en un caso penal, ni tiene que ejecutar una condena penal; si no esta investigada por deudas con el Estado, con personas físicas o jurídicas de Rumania, o si tiene deudas las paga o presenta garantias adecuadas para su pago; si ha obtenido otra nacionalidad extranjera o la ha solicitado y tiene la seguridad que va a obtener dicha nacionalidad (art. 27 de la Ley de Ciudadanía Rumana). Los documentos necesarios para renunciar a la nacionalidad rumana son:
el pasaporte o el documento de identidad rumano; un certificado relativo a las deudas con el Estado, expedido por la Administración Fiscal del último domicilio en Rumania (se puede descargar desde la página web de la Agencia Nacional de Administración Fiscal de Rumania); un certificado relativo a las deudas con el estado, expedido por el ayuntamiento del último domicilio en Rumania; una declaración jurada relativa a las deudas con personas físicas o jurídicas en Rumania; los documentos que acrediten el estado civil (en caso de perdida, robo o deterioro, se puede solicitar un duplicado de forma gratuita a través de los Consulados); el certificado de antecedentes penales de Rumania; el compromiso de conceder la nacionalidad del Estado de domicilio; la prueba de haber obtenido la nacionalidad del Estado de domicilio (certificado que acredite haber obtenido la nacionalidad extranjera) o el pasaporte expedido por las autoridades extranjeras; el certificado de empadronamiento; el certificado de nacimiento español; el documento nacional de identidad (DNI); dos fotos color 3,5x4,5 cm; etc. La pérdida de la nacionalidad rumana por renuncia tiene lugar en la fecha de emisión del certificado de renuncia a la nacionalidad rumana (art. 31 de la Ley de Ciudadanía Rumana).